# جان ریموند اسمیتیس
جان ریموند اسمیتیس (انگلیسی: John Raymond Smythies; ۳۰ نوامبر ۱۹۲۲ – ۲۸ ژانویهٔ ۲۰۱۹) متخصص اعصاب، و روان‌پزشک اهل بریتانیا بود.